# Arteixo
Arteixo là một đô thị của Tây Ban Nha ở tỉnh A Coruña, cộng đồng tự trị Galicia. Đô thị này có diện tích 93,76 km² và dân số 25.295 người (ước năm 2004). Mật độ dân số là 269,78 người/km². Đô thị này nằm ở độ cao 11 m, cách La Coruña 12 km, cách Madrid 595 km. Mã số bưu chính là 15142

## Biến động dân số
| Biến động dân số Arteixo từ 1991 đến 2004 | Biến động dân số Arteixo từ 1991 đến 2004 | Biến động dân số Arteixo từ 1991 đến 2004 | Biến động dân số Arteixo từ 1991 đến 2004 |
| ----------------------------------------- | ----------------------------------------- | ----------------------------------------- | ----------------------------------------- |
| 2004                                      | 2001                                      | 1996                                      | 1991                                      |
| 25.295                                    | 23.306                                    | 20.898                                    | 17.931                                    |

43°03′B 8°05′T / 43,05°B 8,083°T